# 明りを灯す人
『明りを灯す人』（あかりをともすひと、キルギス語: Свет-аке、Svet-Ake）は2010年のキルギス・フランス・ドイツ・イタリア・オランダのドラマ映画。監督・脚本・主演はアクタン・アリム・クバト。2010年5月の第63回カンヌ国際映画祭で初上映された。英題は『The Light Thief』。
本作でアクタン・アリム・クバト監督は、姓をこれまでのロシア名「アブディカリコフ」からキルギス人の名前である「アリム・クバト」に変更し、主演に初挑戦している。
原題の「Svet-Ake（明り屋さん）」の「Svet」は「光」「明り」を意味する単語だが、同時に「世界」「世間」や「兄弟」の意味もある。

## ストーリー
中央アジアのキルギス共和国。天山山脈の麓、聖なるイシク・クル湖のほとりの小さな村に住む電気工の男は、どんな些細な用事にも自転車で駆けつけ、電気代を払えない貧しい家には無料で電気を使えるように細工したりするなど、村の人々から「明り屋さん」と呼ばれて愛されている純朴な男である。愛する妻ベルメットと4人の娘と慎ましく暮らす彼の夢は、風車で村の電気を賄えるようにすることと息子をもうけること。国は政治的混乱の中にあったが、村は穏やかそのものだった。
ある日、明り屋さんの親友マンスールの親戚で村出身の実業家ベクザットが、国会議員に立候補するための票集めのためにやって来る。老村長エセンらはベクザットが私腹を肥やすために村の土地を手に入れようとしていると反対するが、ベクザットは厳つい部下たちを使って強引に話を進める。明り屋さんは軽い気持ちでベクザットに風車の夢を語るが、ベクザットからその夢に協力すると言われると、ベクザットを信用すると答えてしまう。そんな中、老村長が亡くなると、ベクザットは親戚であるマンスールを新村長に据える。明り屋さんとマンスールとの関係はぎくしゃくしたものとなる。
ベクザットとマンスールが中国の投資家を招くことになり、明り屋さんは接待用の大型テント「ユルタ」に照明を付ける工事を請け負う。接待の日に同席を命じられた明り屋さんは、ベクザットらが手配した若い踊子が裸にされ、性的な接待をさせられようとする姿に堪らず止めに入るが、彼女に拒否されるとユルタを出て行き、怒りをぶちまける。その後、明り屋さんはベクザットの部下らに激しい暴行を受けて川に捨てられる。すると村に強い風が吹き始め、明り屋さんの風車が力強く回り出すと電球に明りが灯る。村には自転車をこぐ男の姿があった。

## キャスト
- 明り屋さん: アクタン・アリム・クバト - 村の電気工。
- ベルメット: タアライカン・アバゾバ - 明り屋さんの妻。
- ベクザット: アスカット・スライマノフ - 村出身の実業家。国会議員に立候補。
- エセン: アサン・アマノフ - 老村長。
- マンスール: スタンベック・トイチュバエフ - 明り屋さんの親友。ベクザットの親戚。

## 作品の評価

### 映画批評家によるレビュー
Rotten Tomatoesによれば、14件の評論のうち高評価は93%にあたる13件で、平均点は10点満点中6.4点となっている。

### 受賞歴
映画公式サイトより。
- 2010年 カンヌ国際映画祭 ＜監督週間＞正式出品
- 2010年 キノショック映画祭 批評家協会賞、主演男優賞
- 2010年 ユーラシア映画祭 グランプリ 国際批評家連盟賞
- 2010年 アミアン国際映画祭 審査員賞
- 2010年 国際環境映画祭 劇映画グランプリ